# 전명근
전명근(1990년 4월 30일 ~ )는 대한민국의 축구 선수로, 포지션은 공격수이다.